# 東京 (マイ・ペースの曲)
『東京』（とうきょう）は、1974年10月25日に発売されたマイ・ペースのメジャーデビューシングル、および同シングルに収録された楽曲。『東京』というタイトルの楽曲はシンガーソングライターの作品だけでも30曲以上といわれるが、本曲はフォークソング世代にとって最も有名な「東京」というタイトルの曲とされる。

## 解説
当時名古屋を中心に活動していたマイ・ペースのメジャーデビューシングル。この曲のヒットと共にメンバーは東京に移り住む。
リリース時の東京は、高度経済成長の反動から、大気汚染などの公害や交通渋滞など様々な問題が噴出していた背景もあり、ビクターの担当ディレクター・岩田廣之は最初に聴かされたとき「何だこれは?と思いました。当時は自然に帰ろう運動が流行っていて東京なんて人の住む所じゃないという風潮があった。彼らが堂々と"君の住む花の東京"と歌ったことには、東京者には分からない田舎者の東京に対する憧れのイメージなのか、とインパクトを感じました」などと述べている。作者である森田貢は「当時、花の東京なんて歌うのは恥ずかしいという風潮は確かにあったけど、何のかんの言っても、心の底にはやはり東京への根強い憧れは重々ありました」と述べている。ほとんど宣伝はされなかったが、深夜放送や有線放送でよくかかり始め、ロングヒットを記録、累計で約100万枚の大ヒットを記録した。「東京」一曲でマイ・ペースの名前はフォーク史に刻まれた。
2000年12月21日に、マイ・ペースのリードボーカルの森田貢が「東京」をセルフカバーしたアルバム「1/M さよならの数だけ」を発売。

## 収録曲
※　共に編曲：マイ・ペース。

### Side:A
1. 東京
  - 作詞・作曲：森田貢 （ JASRAC作品コード055-6109-4 ）

### Side:B
1. 桜道 '74
  - 作詞：山平和彦、作曲：森田貢 （ JASRAC作品コード036-6022-2 ）

## 「東京」のカバー
- 坂本九（1975年12月、カバーアルバム『ターニング・ポイント』収録、翌1976年1月に「うちのお父さん」と共にシングルカット、2007年9月、アルバム『ベスト坂本九 99』収録）
- 敏いとうとハッピー&ブルー（1982年2月）
- 丸山みゆき（1990年3月、曲名が『TOKYO』というタイトルで収録）
- 伊藤秀志（2003年6月、アルバム『御訛り』に「東京 ZuZuバージョン」として収録）
- 石原詢子 (2006年8月、DVD『劇団シニアグラフィティ 昭和歌謡シアター 東京』に収録)
- BEGIN（2006年10月、アルバム『三線の花』収録、「東京タワー 〜オカンとボクと、時々、オトン〜」の主題歌）
- クミコ (2008年3月、アルバム『友よ! 〜あの出発ち（たびだち）を”青春”と呼ぼう〜』に収録)
- 柴田淳（2012年10月、アルバム『COVER 70’s』収録）
- 石原詢子＆田川寿美
- 山内惠介
- パク・ジュニョン、松阪ゆうき、中澤卓也
- 因幡晃＆相田翔子

## 関連作品
- 劇団シニアグラフィティ第5回公演 昭和歌謡シアター 東京 - 同曲をテーマにした舞台公演（2006年）

## アルバム
※　注記以外、作詞・作曲：森田貢、編曲：マイ・ペース。

### 収録曲

#### Side:A
1. 東京
2. 雪路つむじ風
3. 朝はもうすぐ
4. 君が好き
  - 作詞・山平和彦
5. 桜道 '74

#### Side:B
1. 南へ
2. あなたに
3. K町露路裏想い出通り
4. さよなら
5. 朝の郵便受

### レコーディング・メンバー

#### ミュージシャン

##### 東京
- Acoustic Guitar – 根次男、森田貢
- Chorus – 伊藤進、根次男
- Drums – 神谷俊彦
- Electric Bass – 正治直美
- Flute – 伊藤進
- Vocals – 森田貢

##### 雪路つむじ風
- Electric Bass – 根次男
- Flute, Chorus – 伊藤進
- Lyrics By, Composed By, Acoustic Guitar, Vocals – 森田貢

##### 朝はもうすぐ
- Acoustic Guitar – 根次男、森田貢
- Flute – 伊藤進
- Electric Bass, Chorus – 森田貢
- Vocals – 根次男

##### 君が好き
- Acoustic Guitar, Vocals – 根次男
- Chorus – 伊藤進、森田貢
- Drums – 神谷俊彦
- Electric Bass – 正治直美
- Flute – 伊藤進

##### 桜道 '74
- Acoustic Guitar – 根次男、森田貢
- Chorus – 伊藤進、山平和彦、根次男、正治直美、神谷俊彦
- Vocals – 森田貢
- Drums – 神谷俊彦
- Electric Bass – 正治直美
- Flute – 伊藤進

##### 南へ
- Acoustic Guitar – 伊藤進、森田貢
- Chorus – 伊藤進、根次男
- Drums – 神谷俊彦
- Electric Bass – 根次男
- Flute – 伊藤進
- Vocals – 森田貢

##### あなたに
- Acoustic Guitar – 根次男、森田貢
- Chorus – 伊藤進、根次男
- Drums – 神谷俊彦
- Electric Bass – 正治直美
- Flute – 伊藤進
- Vocals – 森田貢

##### K町露路裏想い出通り
- Acoustic Guitar – 根次男
- Chorus – 伊藤進、根次男
- Drums – 神谷俊彦
- Electric Bass – 正治直美
- Flute – 伊藤進
- Electric Guitar, Vocals – 森田貢

##### さよなら
- Chorus – 伊藤進、根次男
- Electric Bass – 根次男
- Flute – 伊藤進
- Acoustic Bass, Vocals – 森田貢

##### 朝の郵便受
- Acoustic Guitar – 根次男
- Chorus – 伊藤進、根次男
- Drums – 神谷俊彦
- Flute – 伊藤進
- Electric Bass, Vocals – 森田貢

#### スタッフ
- Art Direction – 茂木伸夫
- Design [Jacket] – ジョナサンスタジオ、村中一彦
- Engineer – 松下和義
- Executive-Producer – 山本隆士
- Management – 福塚孝夫
- Photography By [Jacket] – 山本敬史
- Producer – 山平和彦
- Supervised By – 岩田廣之

### 発売履歴
| 発売日        | 規格 | 規格品番   |
| ------------- | ---- | ---------- |
| 1975年1月25日 | LP   | SF-1048    |
| 2006年1月21日 | CD   | VICL-61861 |
| 2006年1月21日 | 配信 |            |